# 龍神村
龍神村（りゅうじんむら）は、かつて日本の和歌山県日高郡に存在した村。同県の中央東部に位置し、龍神温泉の村として知られていた。
2005年（平成17年）5月1日に田辺市、中辺路町、本宮町、大塔村と新設合併して（新）田辺市となったが、田辺市の広域地名として大字に「龍神村○○」の名称を残している。

## 地理
和歌山県の中央東部に位置し、村の約70%を標高500m以上の山岳が占め、日高川が村内の主要な地区を流れている。
北に護摩壇山がある。

### 隣接していた自治体
- 和歌山県
  - 有田郡 清水町
  - 日高郡 美山村、印南町、みなべ町
  - 西牟婁郡 中辺路町
- 奈良県
  - 吉野郡 十津川村、野迫川村

## 歴史
- 1889年（明治22年）4月1日 - 龍神村・三ツ又村・広井原村・湯ノ又村・小又川村の区域をもって龍神村（初代）が発足。
- 1955年（昭和30年）3月1日 - 上山路村・中山路村・下山路村と合併し、（新）龍神村が発足。
- 2005年（平成17年）5月1日 - 田辺市・西牟婁郡中辺路町・大塔村・東牟婁郡本宮町と合併し、（新）田辺市が発足。同日龍神村廃止。

## 経済

### 産業
- 林業
- 観光業

## 姉妹都市・提携都市
- 泉南市（大阪府）
  - 2000年7月1日姉妹都市提携
- ドラゴンサミットの一員として下記市町村と交流があった。
  - 北竜町（北海道）
  - 八竜町（秋田県、現三種町）
  - 龍ケ崎市（茨城県）
  - 天龍村（長野県）
  - 龍山村（静岡県、現浜松市天竜区）
  - 天竜市（静岡県、現浜松市天竜区）
  - 竜王町（滋賀県）
  - 龍野市（兵庫県、現たつの市）
  - 竜北町（熊本県、現氷川町）
  - 龍ヶ岳町（熊本県、現上天草市）
  - 龍郷町（鹿児島県）

## 地域

### 教育
- 高等学校
  - 和歌山県立南部高等学校龍神分校
- 中学校
  - 龍神村立龍神中学校（2009年田辺市立龍神中学校へ統合）
  - 龍神村立虎東中学校（現・田辺市立龍神中学校）
  - 龍神村立下山路中学校（2009年田辺市立龍神中学校へ統合）
- 小学校
  - 龍神村立龍神小学校（現・田辺市立龍神小学校）
  - 龍神村立東小学校（2009年統合により田辺市立上山路小学校となる）
  - 龍神村立殿原小学校（2009年統合により田辺市立上山路小学校へ）
  - 龍神村立宮代小学校（2009年統合により田辺市立上山路小学校へ）
  - 龍神村立中山路小学校（現・田辺市立中山路小学校）
  - 龍神村立福井小学校（2006年甲斐ノ川小学校と統合し田辺市立咲楽小学校へ）
  - 龍神村立甲斐ノ川小学校（2006年福井小学校と統合し田辺市立咲楽小学校へ）

## 交通

### 道路
- 一般国道
  - 国道371号（高野龍神スカイラインを含む）
  - 国道424号
  - 国道425号
- 県道
  - 主要地方道
    - 和歌山県道19号美里龍神線
    - 和歌山県道29号田辺龍神線

  - 一般県道
    - 和歌山県道198号龍神中辺路線
    - 和歌山県道735号龍神十津川線
- バス（本数は非常に少ない）
  - （冬は運行されない）JR紀勢本線(きのくに線)紀伊田辺駅から龍神バス｢季楽里龍神｣方面行きに乗車約1時間20分
  - 南海鋼索線（高野山ケーブル）高野山駅から南海りんかんバスに乗車、『護摩壇山』にて龍神バス｢本宮大社前｣行きに乗り継ぎ計90分ほど

## 観光

### 娯楽
- 龍神温泉
- 護摩壇山

## その他
映画『大誘拐 RAINBOW KIDS』の舞台となったことでも知られる。
映画、小説、漫画となった作品「帝都物語」の登場人物の一人、加藤保憲は龍神村出身という設定になっている。